# Het verloren zwaard
Het verloren zwaard is een kort stripverhaal uit de reeks van Suske en Wiske. Deze uitgave is aangeboden door Hero. 
Dit verhaal is nooit uitgebracht in de Vierkleurenreeks en bevat als zodanig dus ook geen albumnummer.

## Locaties
- Frankrijk met Noordzeestrand en Mont Saint-Michel

## Personages
- Suske, Wiske, Lambik, mevrouw Poulard, de Zwarte Mantel, de Rode Mantel, duiveltjes

## Het verhaal
Suske, Wiske en Lambik zijn op vakantie in Frankrijk. Ze rijden naar de Mont Saint-Michel aan de Noordzeekust, als het hoogtij is kan de weg naar de berg niet gebruikt worden. Ze overnachten in La Mère Poulard dat bekendstaat om de lekkere omeletten. 
Dan zien de vrienden een gestalte over de stadsmuur lopen. Mevrouw Poulard vertelt dat het een geest is die al erg lang ronddwaalt. Wiske besluit een foto te maken en dan komt nog een gestalte opdagen op de stadsmuur en er begint een gevecht. Beide gestalten vluchten als ze Wiske opmerken. Lambik gelooft het verhaal van de kinderen niet.
De volgende dag vinden de kinderen een enorm bot op het strand, maar zinken dan weg in drijfzand. Lambik gaat de kinderen zoeken en ontmoet 's nachts de Zwarte Mantel die vertelt dat hij eeuwen geleden de schildknaap van aartsengel Michaël was. Hij moest op het zwaard van Michaël passen toen die naar de hemel vertrok, maar is het zwaard kwijtgeraakt. Hij zoekt hier naar het zwaard omdat Ierse pelgrims het schild vonden en dit schonken aan Mont Saint-Michel. De Rode Mantel was de schildknaap van de draak/duivel en zoekt het zwaard ook. De Zwarte Mantel vertelt dat hij Suske en Wiske uit het drijfzand heeft gered en vraagt Lambik hem te helpen met zijn speurtocht naar het zwaard.
Suske en Wiske zijn in werkelijkheid gered door de Rode Mantel en die vertelt hetzelfde verhaal als Lambik zojuist heeft gehoord. Hij vraagt de kinderen hem te helpen met zijn zoektocht naar het zwaard. Lambik vindt de kinderen en ze vertellen elkaar niet wat er is gebeurd. In een oude kelder vinden Suske en Wiske een grot met een onderaards meer met zout water en ze zien de Zwarte Mantel daar ook in een bootje. Hij graaft een gat en haalt daaruit een kist, uit de kuil komen zwaveldampen naar boven. De Zwarte Mantel overmeestert de kinderen en sluit hen achter een stalen deur op en laat de ruimte vollopen met water. De Rode Mantel heeft alles gezien, maar als hij de kinderen wil helpen wordt hij neergeslagen door Lambik. Hij weet Lambik op tijd te verslaan om de kinderen te helpen voordat ze verdrinken.
Dan herinnert Wiske zich dat ze een groot bot hebben gezien op het strand en ze vertelt Suske dat ze denkt dat het zwaard daar ook zal liggen, omdat dit het skelet van de draak die door Sint Michaël verslagen is. Lambik lokt de Rode Mantel in een toren waar deze in een magische cirkel wordt opgesloten door de Zwarte Mantel. Als Suske en Wiske met het zwaard bij de toren komen zegt de Zwarte Mantel Lambik het zwaard snel te pakken. Maar hij verspreekt zich en als Suske en Wiske over de Zwarte Mantel horen weigeren ze hem het zwaard te geven. De kinderen vinden de Rode Mantel in de betoverde kring, maar als ze hem er uit willen halen komt de Zwarte Mantel binnen met de kist. Er komen duiveltjes uit de kist en als de vrienden in het nauw worden gedreven gooit Wiske het zwaard uit het raam. Lambik krijgt het zwaard in handen en krijgt net op tijd door dat de Zwarte Mantel de echte helper van de duivel is. Hij laat de Zwarte Mantel verdwijnen met het zwaard en redt de kinderen van de duiveltjes. De helper van Sint Michaël heeft het zwaard terug en kan nu eindelijk vertrekken naar de hemel.

## Achtergronden bij het verhaal
- Mont Saint Michel staat op de Werelderfgoedlijst van UNESCO.
- Dit verhaal is ook in het Frans uitgegeven onder de naam l'épée égarée uit de Bob et Bobette-reeks.

## Fouten in het verhaal
- Mont Saint Michel ligt in werkelijkheid niet aan de Noordzee, maar aan Het Kanaal.